# Johannes Willem Maris
Johannes Willem Maris (Oud-Beijerland, december 1941) is een Nederlands theoloog en emeritus hoogleraar systematische theologie aan de Theologische Universiteit Apeldoorn.

## Biografie
Maris studeerde theologie aan de Theologische Universiteit Apeldoorn, daar studeerde hij af als kandidaat. Na de studie werd hij in 1967 Christelijk Gereformeerd predikant te Vlissingen. Hij diende de gemeente tot 1975, in dat jaar werd hij predikant te Hilversum-Centrum. In 1979 - hij was toen gemeentepredikant-  slaagde hij voor het doctoraal examen theologie aan de Vrije Universiteit in Amsterdam. In 1980 werd hij door het curatorium van de Christelijke Gereformeerde Kerken benoemd tot wetenschappelijk medewerker op de Theologische Universiteit te Apeldoorn  om naast prof. Van Genderen de studenten te onderwijzen in de dogmatiek. In 1992 promoveerde hij op zijn proefschrift Geloof en ervaring. Van Wesley tot de pinksterbeweging. In 1993 werd hij benoemd tot hoogleraar dogmatische vakken aan de Theologische Universiteit te Apeldoorn, als opvolger van prof. dr. J. van Genderen. Op 1 januari 2008 ging hij met emeritaat en niet veel later werd hij benoemd tot ridder in de Orde van Oranje-Nassau.

## Publicaties
- Geloof en ervaring. Leiden: Groen, 1992.
- De missie van een moeder. Apeldoornse studie nr. 50.
- Schepping en verlossing : het kader van een bijbelse spiritualiteit. Kampen : Kok, 1994.
- Andrew Murray (1828-1917). Apeldoorn : Willem de Zwijgerstichting, 1995.
- Zondaars en bedelaars : over de kerk, de gemeenteleden en de verkondiging van het Woord. Bedum: Woord en Wereld, 2013.